# Rybie Nowe (gromada)
Rybie Nowe (od 30 marca 1966 do 31 grudnia 1972 Nowe Rybie) – dawna gromada, czyli najmniejsza jednostka podziału terytorialnego Polskiej Rzeczypospolitej Ludowej w latach 1954–1972.
Gromady, z gromadzkimi radami narodowymi (GRN) jako organami władzy najniższego stopnia na wsi, funkcjonowały od reformy reorganizującej administrację wiejską przeprowadzonej jesienią 1954 do momentu ich zniesienia z dniem 1 stycznia 1973, tym samym wypierając organizację gminną w latach 1954–1972.
Gromadę Rybie Nowe z siedzibą GRN w Rybiu Nowym utworzono – jako jedną z 8759 gromad na obszarze Polski – w powiecie limanowskim w woj. krakowskim, na mocy uchwały nr 23/IV/54 WRN w Krakowie z dnia 6 października 1954. W skład jednostki weszły obszary dotychczasowych gromad Rybie Nowe i Rybie Stare ze zniesionej gminy Tymbark w tymże powiecie. Dla gromady ustalono 12 członków gromadzkiej rady narodowej.
30 czerwca 1960 do gromady Rybie Nowe przyłączono wieś Rupniów ze zniesionej gromady Rupniów.
11 grudnia 1965 nazwę Rybia Nowego zmieniono na Nowe Rybie, natomiast nazwę gromady na gromada Nowe Rybie dopiero 30 marca 1966.
Gromada przetrwała do końca 1972 roku, czyli do kolejnej reformy gminnej.